# Vlad Țepeș (Călărași)
Vlad Țepeș is een Roemeense gemeente in het district Călărași.
Vlad Țepeș telt 2329 inwoners.